# Michael Grimm (Autor)

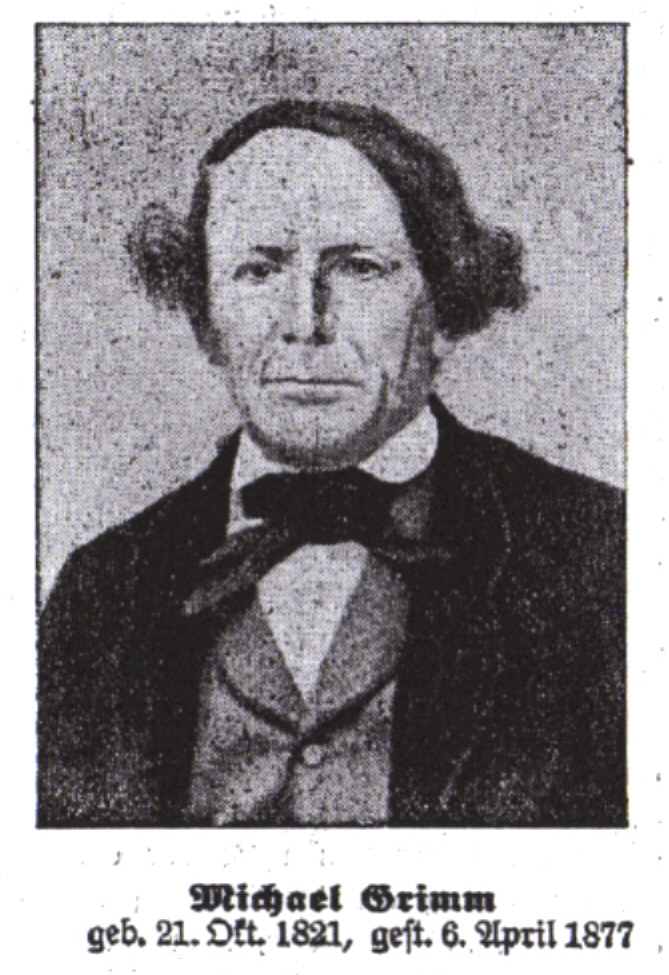
Michael Grimm

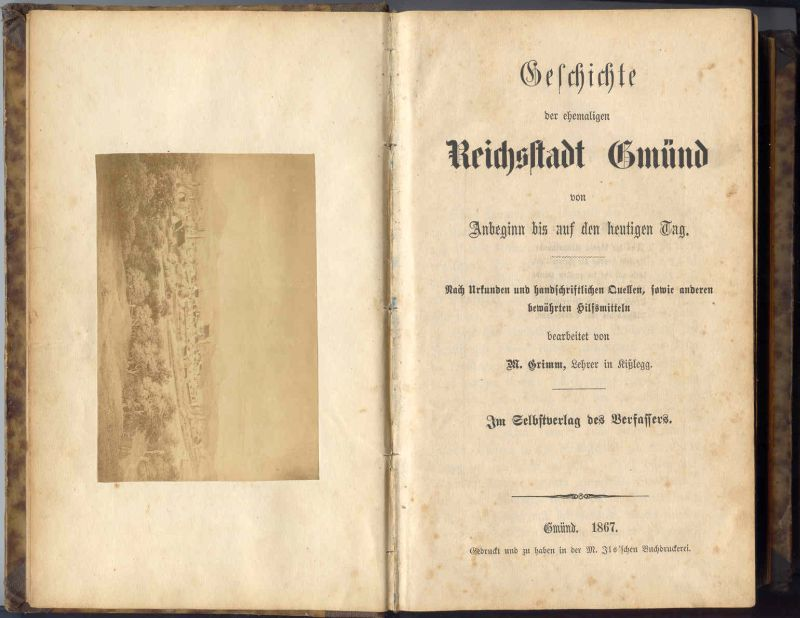
Geschichte der ehemaligen Reichsstadt Gmünd, 1867

Michael Grimm (* 21. Oktober 1821 in Unterbettringen bei Schwäbisch Gmünd; † 6. April 1877 in Kißlegg in Oberschwaben) war ein deutscher Volksschullehrer und Autor.
Grimm entstammte einer Bauernfamilie und besuchte ab 1835, nach dem Besuch der Volksschule in Oberbettringen, die Präparandenanstalt in Gmünd. 1840 konnte er vor dem Gmünder Lehrerseminar die Erste Dienstprüfung ablegen. Allerdings wurde ausgeschlossen, dass er später ein Organistenamt übernehmen könne, womit für ihn zunächst keine Bewerbung auf eine ordentliche Stelle möglich war.
Seine erste Dienststelle fand er 1840 als Provisor (Hilfslehrer) an der Volksschule Iggingen, bevor er 1842 für ein Jahr als Unterlehrer an die Gmünder Taubstummen- und Blindenanstalt wechselte.
Nach vergeblichen Bewerbungen um die Stelle eines Unterlehrers in Schwäbisch Gmünd und Zürich blieb er bis 1853 Aufseher eines Waisenhauses in Weingarten. Während seiner Zeit dort legte er 1846 erfolgreich seine Zweite Dienstprüfung ab und konnte sich damit für eine Schulmeisterstelle bewerben, konnte aber erst 1853 eine feste Anstellung als Schulmeister antreten.
Grimm, der Lehrerstellen in Niederhofen (1853–1858), Haid bei Saulgau (1858–1862) und ab 1862 in Kißlegg bekleidete, war aufgrund seines viel zu knappen Lehrergehalts gezwungen, unterschiedlichste Nebenbeschäftigungen anzunehmen. Zeitweilig verlegte er sich auf das Verfassen von Ortsgeschichten, die bis heute in heimatgeschichtlichen Kreisen populär geblieben sind und auch Nachdrucke erfahren haben.
Am 17. Oktober 1853 heiratete er die Wirts- und Metzgerstocher Agathe Pfleghar. Das Ehepaar hatte fünf Kinder, von denen zwei bereits bei der Geburt starben.
Grimm litt an einer chronischen Magen-, Darm- und Lebererkrankung. Seine auf seine Kosten durchgeführte Kuren in Cannstatt und Friedrichshafen führten zu keiner Verbesserung seiner Gesundheit, verschlimmerten allerdings die finanzielle Situation seiner Familie. Schließlich starb Grimm, nachdem sich sein gesundheitlicher Zustand zunehmend verschlechterte, am 6. April 1877 an den Folgen seines Leberleidens. Er wurde auf dem Friedhof in Kißlegg beigesetzt.

## Werke

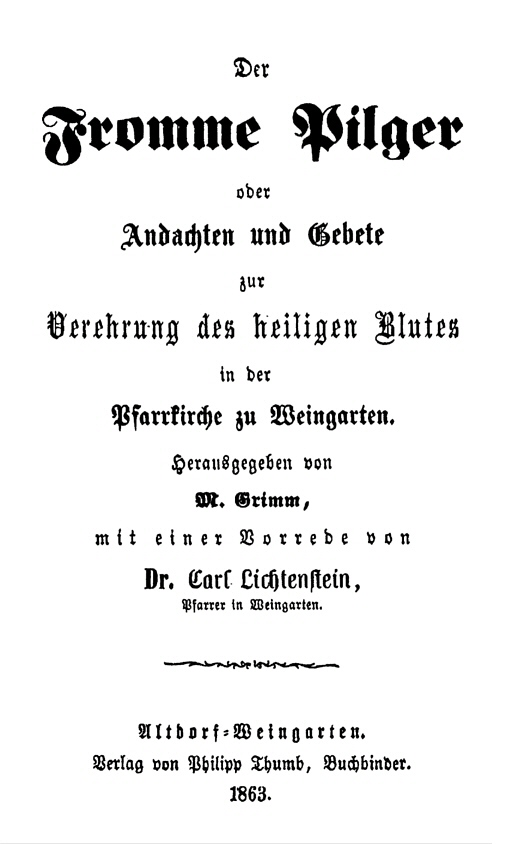
Der fromme Pilger, 1863

- Der Fromme Pilger oder Andachten und Gebete zur Verehrung des heiligen Blutes in der Pfarrkirche zu Weingarten, Altdorf-Weingarten 1863.
- Versuch einer historisch-statistischen Beschreibung Kißleggs samt seiner Umgebung, Kißlegg 1864, Nachdruck 1994.
- Versuch einer Geschichte des ehemaligen Reichsfleckens und des jetzt noch so berühmten Wallfahrtsortes Altdorf, gen. Weingarten: nebst seiner Umgebung, Ravensburg 1864, Nachdruck 1988 (online).
- Geschichte der ehemaligen Reichsstadt Gmünd von Anbeginn bis auf den heutigen Tag: nach Urkunden und handschriftlichen Quellen, sowie anderen bewährten Hilfsmitteln bearbeitet, Gmünd 1867 WLB Stuttgart, Nachdruck 1989 (Verlag Raaba, nicht im KVK).
- Geschichte der ehemaligen Reichsstadt Wangen im Allgäu von Anbeginn bis auf den heutigen Tag: nach Urkunden und handschriftlichen Quellen, sowie anderen bewährten Hilfsmitteln bearbeitet, Wangen 1868.